# بوريسلافا بوتوشاروفا
بوريسلافا بوتوشاروفا (بالبلغارية: Борислава Ботушарова)‏ مواليد 28 نوفمبر 1994 في بازارجيك، بلغاريا، هي لاعبة كرة مضرب بلغارية بدأت مسيرتها كمحترفة سنة 2009 تلعب باليد اليمنى. أعلى تصنيف لها في الفردي كان المركز الـ 407 في سنة 2013. أعلى تصنيف لها في الزوجي كان المركز الـ 702 في سنة 2013.

## روابط خارجية
- بوريسلافا بوتوشاروفا على موقع رابطة محترفات التنس (الإنجليزية)
- بوريسلافا بوتوشاروفا على موقع الاتحاد الدولي لكرة المضرب (الإنجليزية)
- بوريسلافا بوتوشاروفا على موقع كأس بيلي جين كينغ (الإنجليزية)
- بوريسلافا بوتوشاروفا على موقع خلاصة التنس.كوم (الإنجليزية)
- بوريسلافا بوتوشاروفا على موقع إي إس بي إن.كوم (الإنجليزية)